# خط الشكستة
خط الشكستة هو أحد الخطوط العربية التي اخترعت في إيران في عهد الصفويين في القرن السادس عشر. وقد اخترع من خط التعليق. وسمي بالشكستة بمعنى مكسّر لأن بعض حروفه تبدو مكسرة لسرعة كتابتها وقد تطور ليكتسب خصائص جديدة، وعرف بشكستة تعليق ثم شكستة نستعليق.